# Medicosma glandulosa
Medicosma glandulosa är en vinruteväxtart som beskrevs av Thomas Gordon Hartley. Medicosma glandulosa ingår i släktet Medicosma och familjen vinruteväxter. Inga underarter finns listade i Catalogue of Life.